# Cidade Estrutural

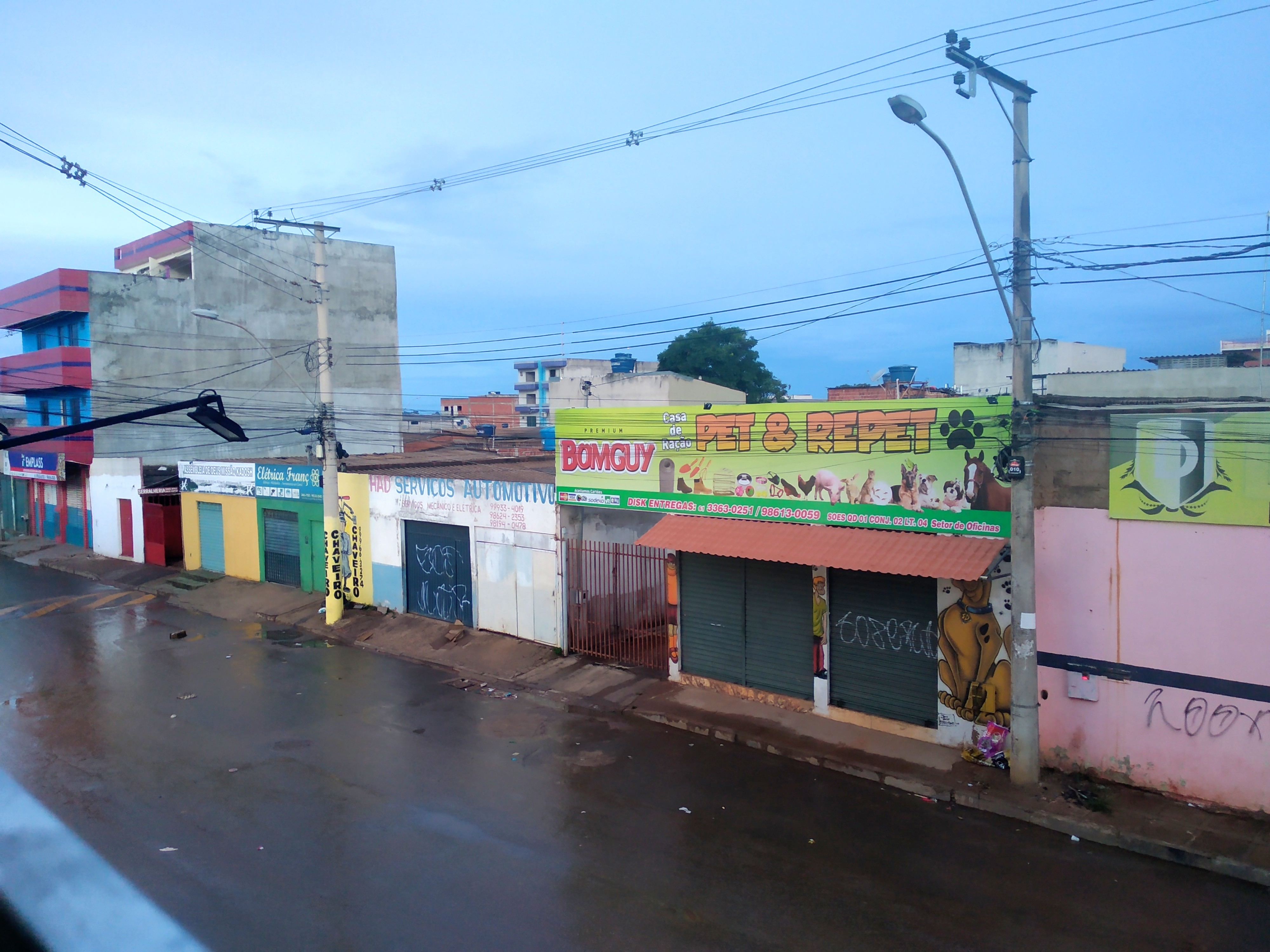
Fim da rua 9 de julho que é uma das três principais avenidas da cidade.

A Cidade Estrutural é uma comunidade da região administrativa do Setor Complementar de Indústria e Abastecimento, no Distrito Federal. Tem seu nome inspirado na via que corta a região ao sul, a Via Estrutural (DF-095). A sua formação deveu-se a uma invasão de catadores de lixo próximo ao na época lixão não regularizado do Distrito Federal e foi se expandindo a medida em que pessoas que não possuíam casa própria ou condições de compra de um imóvel chegavam. Recebe o nome em função da rodovia, DF-095 que interliga o Cruzeiro a Taguatinga e passa em frente à mesma.
A cidade é dividida em 7 partes: Setor Norte, Setor Sul, Setor leste, Setor oeste, Setor Santa Luzia (é um setor que ainda necessita de regularização e de infraestrutura), Setor de Chácaras, Setor Central ( onde ficam os prédios governamentais/regionais) e o Setor de Comércios e Serviços ( próximo a cidade do automóvel e a 2ª feira da estrutural).
Inicialmente possuía piores condições de saneamento básico, educação, saúde, segurança e infraestrutura. Depois de uma luta de três décadas, a população local conseguiu queso menos o Estado a reconhecesse. Foi criado o Setor Complementar de Indústria e Abastecimento em 2004. A partir daí foi garantido mais efetivamente o direito aos lotes e o acesso a outros direitos sociais. Atualmente a cidade possuí estereótipos e uma imagem negativa que muitas vezes não é verídica e não faz parte da realidade atual das pessoas da região, pois grande parte da cidade é pavimentada e lugar de pessoas dignas.
Ao todo, são 45 mil moradores. A sua principal atividade económica é o comércio, espalhado nas principais avenidas (Luiz Estevão, Deputado José Edmar e 9 de Julho) e nas entrequadras. Há mais de 2 mil estabelecimentos comerciais ativos.
Atualmente a cidade estrutural abriga o 2º maior lixão da América Latina em operação, mas atualmente recebendo apenas rejeitos da construção civil classificados como rejeitos de classe III (Inertes; que não têm constituinte solúvel ou solútibilizado em águas e que não são classificados como químicamente instáveis e que também não possam entrar em combustão: rochas, tijolos, vidros, certos plásticos e borrachas).
Agora ao invés de lixão deve ser chamado de aterro controlado, o aterro possuí cerca de 55 metros de altura, cerca de 17 metros maior que o Cristo Redentor (somando também o pedestal do monumento) e ocupa uma região equivalente a 200 hectares, o aterro controlado da estrutural se encontra a uma distância de 297 metros da área habitada da cidade, mas há uma escola de ensino fundamental que se situa na entrada do aterro sanitário em uma área que fazia parte do antigo lixão, mas que foi aterrada, além de um setor habitacional construído pelo GDF ‘as casinhas’.

## Infraestrutura
A infraestrutura urbana do Setor Complementar de Indústria e Abastecimento conta com quatro escolas públicas de ensino fundamental e uma possuindo ensino médio no turno noturno, dois postos de saúde pública sendo um deles um centro de saúde, uma Delegacia de Polícia (8ª DP; Civil), uma Biblioteca comunitária, uma praça central com dois Pontos de Encontro Comunitário (PEC). A região foi contemplada nos últimos meses com melhorias na infraestrutura urbana — foi inaugurada a Agência do trabalhador; foi reorganizada a feira livre por meio do cadastro dos feirantes; foram realizados os projetos; saúde na praça e oficinas de capacitação e fabricação de hortas comunitárias e lixeiras ecológicas. 
Além disso, há diversas obras de pavimentação e uma importante conquista na área de saneamento básico em regiões que antes não possuíam acesso a estes serviços básicos, atualmente a cidade em grande parte possuí acesso a saneamento básico, pavimentação e uma infraestrutura básica, porém ainda há setores que se encarecem de infraestrutura básica e saneamento como o caso do Setor Santa Luzia, que é um setor da cidade estrutural, um pouco mais novo que a cidade e é caracterizado pela falta de infraestrutura, saneamento básico e regularização; e em geral também a cidade se encarece de parques e lazer, possuindo um "parque", mas em condições precárias ao uso.
Em relação a educação há um defícit em escolas de ensino médio e em faculdades e universidades e por isso grande parte da comunidade de estudantes tem que ir a outras cidades próximas em busca de formação e qualificação profissional.
Em 2004, um incêndio de médias proporções que quase atingiu um gasoduto próximo e destruiu inúmeros barracos, comuns na época, deixando alguns desabrigados. A cidade também fica próxima ao SIA que possuí dutos de querosene e gasolina. Porém atualmente a cidade se encontra em uma situação estável e fora de perigo em relações a incêndios de larga ou média proporção como o ocorrido de 2004, sendo que 'barracos' são raros dependendo da região da cidade, porém facilmente encontrados no setor Setor Santa Luzía.